# El Bejucal, Castillo de Teayo
El Bejucal är en ort i Mexiko.   Den ligger i kommunen Castillo de Teayo och delstaten Veracruz, i den sydöstra delen av landet, 220 km nordost om huvudstaden Mexico City. El Bejucal ligger 74 meter över havet och antalet invånare är 764.
Terrängen runt El Bejucal är platt åt nordost, men åt sydväst är den kuperad. Runt El Bejucal är det ganska tätbefolkat, med 78 invånare per kvadratkilometer. Närmaste större samhälle är Álamo, 12,0 km norr om El Bejucal. Trakten runt El Bejucal består till största delen av jordbruksmark.